# Cyathea brunnescens
Cyathea brunnescens är en ormbunkeart som först beskrevs av Barrington, och fick sitt nu gällande namn av Robbin C. Moran. Cyathea brunnescens ingår i släktet Cyathea och familjen Cyatheaceae. Inga underarter finns listade.